# Winnipeg
Winnipeg (pronúncia em inglês: [ˈwɪnɪpɛɡ] (escutarⓘ)) é a capital e a maior cidade da província canadense de Manitoba. Está localizada perto do centro longitudinal da América do Norte e a 110 quilômetros da fronteira com os Estados Unidos. É também o lugar da confluência dos rios Vermelho e Assiniboine.
A cidade é nomeada em homenagem ao lago Winnipeg, o nome Winnipeg vem do idioma Cree e significa "água enlameada". A região era um centro comercial para povos aborígenes muito antes da chegada dos europeus. Os comerciantes franceses construíram o primeiro forte no local em 1738. Um acordo foi posteriormente fundado pelos colonizadores Selkirk da Colônia do Rio Vermelho em 1812, cujo núcleo foi incorporado como a Cidade de Winnipeg em 1873. Estando localizada muito longe do litoral, no centro do continente norte-americano, o clima de Winnipeg é extremamente sazonal e muito instável, conhecido pelos seus extremos e mudanças radicais em pouco tempo, é uma das cidades de grande porte mais frias do mundo no inverno, com temperaturas médias abaixo de zero de novembro até março, mas com verões muito quentes, com a temperatura frequentemente alcançando os 30 °C entre maio e setembro, muitas vezes excedendo os 35 °C. A cidade recebe mais precipitação média anual (tanto na forma de chuva quanto de neve) do que outras cidades das Grandes Planícies canadenses, embora também se caracterize pela abundância de luz solar, recebendo mais horas de Sol por ano do que outras grandes cidade canadenses como Toronto, Montreal, Vancouver, Calgary e Edmonton.
A cidade é conhecida como o "Gateway to the West" (Portal para o Oeste), Winnipeg é um centro de transporte ferroviário e de transportes em geral, possui uma economia diversificada. Em 2012, foi listada como uma das 10 melhores cidades para se viver no Canadá pela revista Money Sense, em um ranking que avalia diversos fatores, como desigualdade social, saúde, crime, desemprego e clima. Em 2016 a cidade tinha uma população de 705.244 habitantes e 811.874 em sua região metropolitana tornando Winnipeg e sua metrópole a 7ª cidade e região metropolitana mais populosas do Canadá.

## História

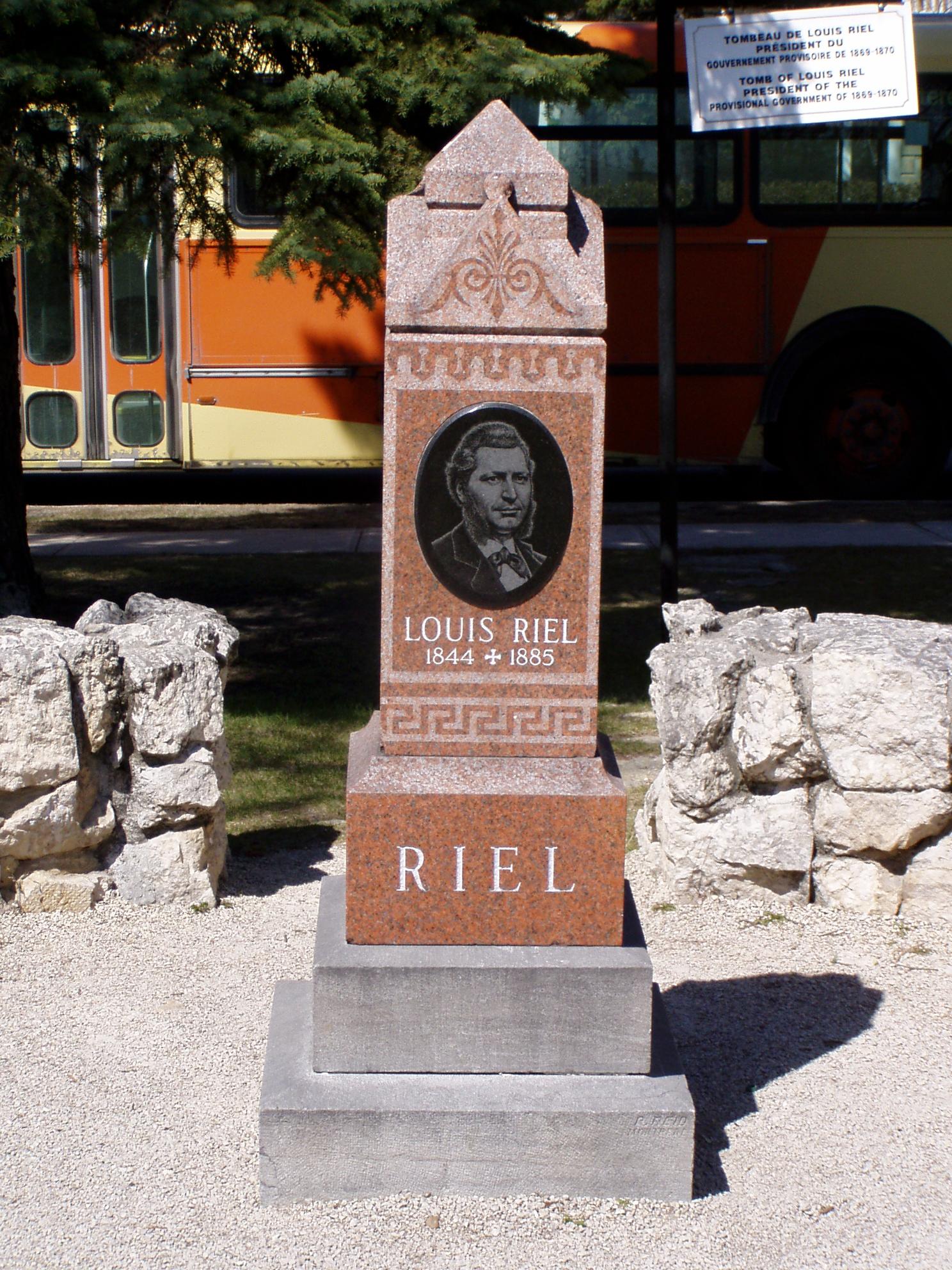
O túmulo de Riel, na Catedral de St. Boniface.

Em 1738, o francês Sieur de la Vérendrye construiu o primeiro posto comercial na região onde atualmente se localiza a cidade de Winnipeg, mas este posto foi posteriormente abandonado. Mais tarde, outros postos foram construídos na região do Rio Red, por parte das companhias britânicas North West e Baía de Hudson. Fort Gilbraltar, um posto da Companhia North West, localizado na região do atual Winnipeg, foi renomeada para Fort Garry em 1822, e tornaria-se posteriormente o posto líder da região. Em 1835, Fort Garry foi reconstruída após o assentamento ter sido abatido por enchentes devastadoras, em 1826, que haviam forçado o abandono do forte. Embora Fort Garry possuísse um papel pequeno quanto ao comércio de peles na região, em comparação a outros fortes localizados na região onde atualmente a província canadense de Manitoba se localiza, Fort Garry foi o local de residência do governador da Companhia da Baía de Hudson, por muitos anos. Em 1869 e em 1870, Winnipeg foi o local da Rebelião de Red River, um conflito entre Métis liderados por Louis Riel, e assentadores de ascendência europeia, do oeste canadense. Esta rebelião levou diretamente à criação e entrada da província de Manitoba dentro da confederação canadense, em 1870, como a quinta província canadense. Em 8 de novembro de 1873, Winnipeg foi incorporada, tornando-se uma cidade primária. Em 1876, Fort Garry adotou oficialmente o nome "Winnipeg", três anos após a incorporação da cidade.
Winnipeg experimentou um período de grande crescimento econômico entre as décadas de 1890 até a década de 1920, sendo durante este período uma das quatro maiores cidades do Canadá. Entre 1891 e 1921, a população da cidade cresceu de 25 mil habitantes para mais de 200 mil habitantes. As principais causas do grande crescimento populacional incluem o grande número de investimentos realizados na cidade, a construção de infraestrutura de transporte (ferrovias), e um comércio em expansão. Quando o prédio da Assembleia Legislativa foi construído na cidade, esperava-se que a província alcançaria rapidamente três milhões de habitantes, em grande parte devido ao crescimento populacional de Winnipeg. Porém, os investimentos em Winnipeg diminuíram drasticamente com o início da Primeira Guerra Mundial, e o crescimento populacional da cidade - e consequentemente, o da província - caiu drasticamente, enquanto outras grandes cidades canadenses continuavam a crescer rapidamente, como Calgary em dias atuais.
Até os dias atuais, pode-se ver muitas antigas mansões que haviam pertencido à classe alta em crescimento. O Prédio da Legislatura de Manitoba reflete o otimismo existente entre a população da cidade durante este período. Construído de arenito em 1920, o prédio é marcado pela presença de Golden Boy (Menino Dourado), uma estátua de 5,25 metros de altura, construída em ouro 23,5 quilates (98% de pureza). O Golden Boy carrega um saco de trigo dourado em seu braço esquerdo, enquanto sua mão direita carrega uma tocha. Esta tocha foi iluminada (através de uma lâmpada) em 31 de dezembro de 1966, como parte das celebrações do centenário do Manitoba. A lâmpada foi removida em 2002, quando a estátua passou por um processo de restauração, pois descobriu-se que o cabo fornecendo eletricidade à lâmpada também estava contribuindo para erosão das partes interiores da estátua. Esta é iluminada atualmente por faróis antienchentes.
A atual cidade de Winnipeg foi criada através do Ato da União de 1971, que fusionou as cidades de St. James-Assiniboia, St. Boniface, Transcona, St. Vital, West Kildonan, East Kildonan, Tuxedo, Old Kildonan, North Kildonan, Fort Garry e Charleswood, junto à antiga cidade de Winnipeg. Pequenas porções de Winnipeg posteriormente separaram-se da cidade e tornaram-se novamente independentes, mas a grande maioria da área urbana dentro dos limites impostos pelo Ato da União de 1971 permanece sob a tutela da administração da cidade de Winnipeg. Em uma tentativa para prevenir uma expansão territorial da área urbana da região metropolitana, a cidade de Winnipeg restringiu o desenvolvimento urbano dentro de uma linha de limite urbano, deixando na maioria dos casos diversos quilômetros de espaço aberto entre a cidade de Winnipeg propriamente dita e seus subúrbios. A população conjunta destes subúrbios é de menos de 100 mil habitantes.

## Política e administração

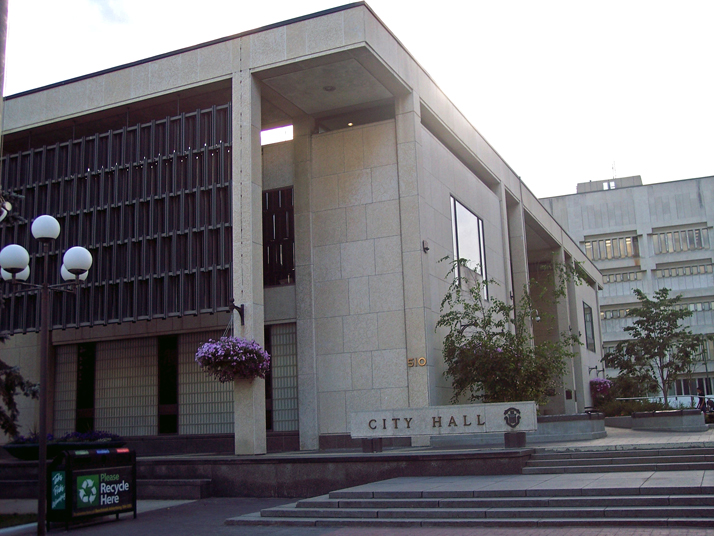
Winnipeg City Hall

Winnipeg é administrada por um conselho municipal, composto por quinze conselheiros municipais mais o prefeito da cidade. Cada um dos conselheiros municipais é eleito em um dos 15 distritos eleitorais de Winnipeg. Em 22 de junho de 2004, o empresário Sam Katz foi eleito o prefeito de Winnipeg, recebendo 42,51% do voto popular e ficou no cargo até 2014.
Em 2014, Brian Bowman the City's first Aboriginal Mayor, was elected as the 43rd Mayor of the City of Winnipeg in a landslide victory on October 22nd, 2014.
Desde 1900 até meados da década de 1940, a população eleitoral de Winnipeg, tanto nas eleições provinciais e federais, tem votado primariamente a favor de membros do Partido Trabalhador do Canadá. Entre 15 de maio e 28 de junho de 1919, Winnipeg foi paralisada por uma gigantesca greve, caracterizada por violentos protestos, que incluíram a morte de diversos protestantes nas mãos do Royal North-West Mounted Police, e à prisão de muitos destes protestantes - alguns dos quais tornariam-se posteriormente políticos renomados. Após o fim do Partido Trabalhador, os eleitores de Winnipeg tem votado primariamente a favor de partidos políticos conservadores. A Federação Cooperativa Commonwealth foi a sucessora do Partido Trabalhador, tendo surgido em Winnipeg, durante os anos da Grande Depressão. O sucessor deste partido, o Novo Partido Democrático, tem sido o principal partido político da cidade, desde a década de 1960.
Atualmente, Winnipeg é representada na Câmara dos Comuns do Canadá por oito membros de parlamento. Em 2005, três destes membros eram do Partido Liberal do Canadá, três eram do Novo Partido Democrático, e dois eram do Partido Conservador do Canadá.
Além de ter sido a capital do Manitoba desde o início da história da última como província canadense, Winnipeg também serviu como capital de outros dois territórios canadenses: o Territórios do Noroeste, entre 1870 a 1876, e o Distrito de Keewatin, entre 1876 e 1905.

## Geografia

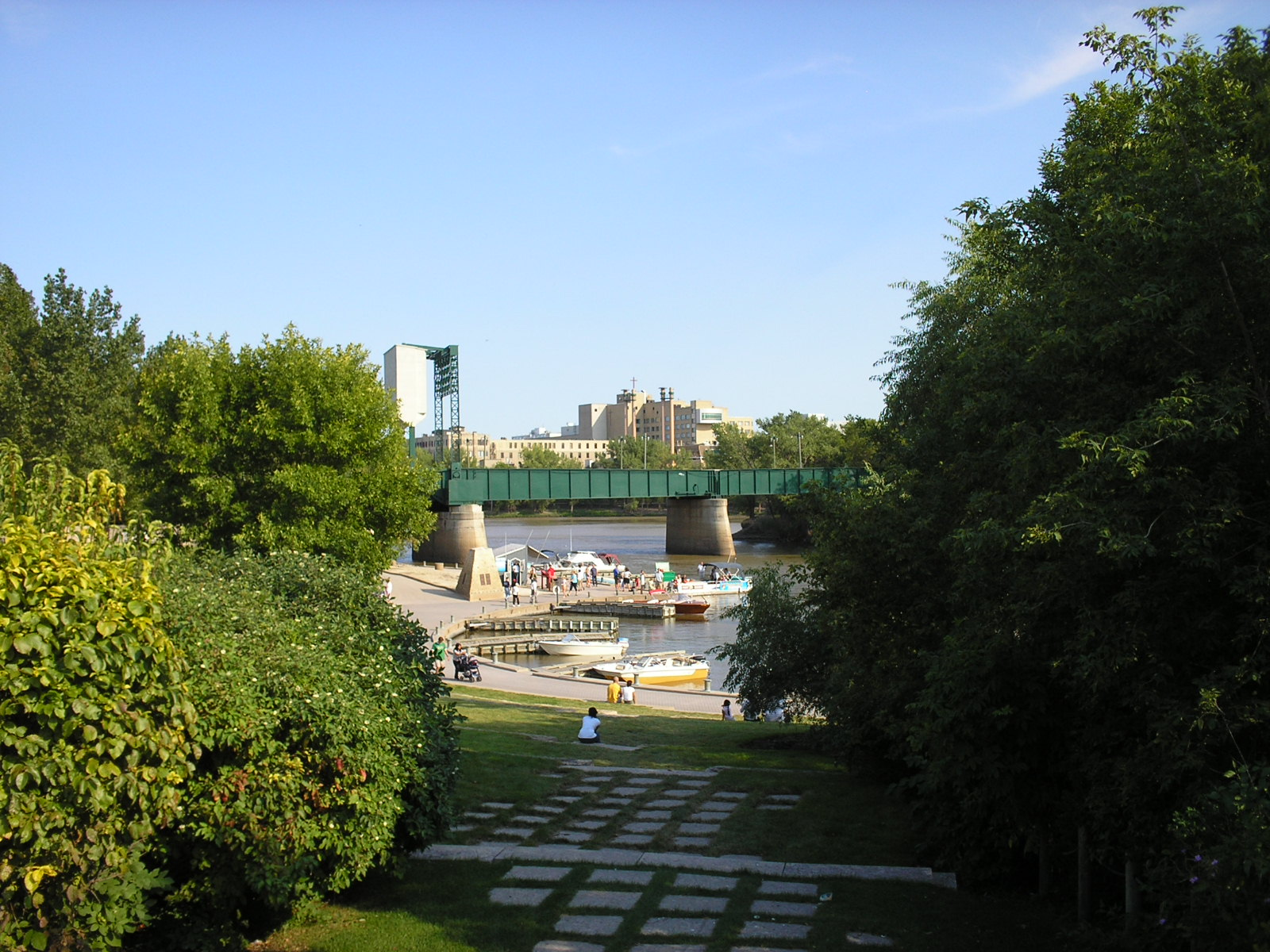
Vista do encontro dos rios Red e Assiniboine.

Winnipeg está localizada na parte inferior do vale do Rio Red, em um terreno extremamente plano. Não existem morros de elevação substancial, tanto dentro da cidade de Winnipeg em si, quanto em regiões geográficas próximas. O centro de Winnipeg está localizado na intersecção da Portage Avenue e da Main Street, a cerca de um quilômetro longe das forquilhas do Rio Red e do Rio Assiniboine. Desta intersecção, conhecido como a intersecção onde mais venta no Canadá, todas as ruas radiam-se para fora. As vias públicas de Winnipeg estão organizadas em um sistema de gradeamento (com ruas cruzando-se entre si na perpendicular), embora existam diversas grades na cidade, cuja posição depende de sua localização - grades próximas aos rios tendem a correr paralelamente ou perpendicularmente em relação ao rio, enquanto em grades relativamente distantes dos rios, a maioria das vias públicas da cidade a correm em uma direção norte-sul ou leste-oeste. Isto cria algumas intersecções muito irregulares, nas regiões de encontro de duas ou mais grades. Como resultado, muitos motoristas novos na cidade acham difícil dirigir em Winnipeg. Não há um sistema de numeração postal padrão na cidade, embora, geralmente, os números postais de um dado estabelecimento em uma dada via pública aumentam à medida que se locomove longe dos rios. Por exemplo, endereços postais aumentam à medida que uma dada pessoa, logo localizada na margem oeste do Rio Red viaja em direção a oeste - da mesma maneira, na margem leste do Rio Red, endereços postais aumentam à medida que se viaja em direção a leste. Isto também vale para o Rio Assiniboine.
No geral, avenidas correm em direção leste-oeste, e ruas, em direção norte-sul. Ao contrário de muitas cidades do Canadá e dos Estados Unidos, todas as vias são nomeadas, e não numeradas. Além disso, muitas vias públicas de Winnipeg são extremamente largas, devido às condições do solo sobre a qual a cidade está localizada na primavera, e do uso histórico do Red River Cart, que criava largas calçadas nas estradas enlameadas da cidade, à época. A maior parte da Portage Avenue, por exemplo, possui quatro faixas de cada lado, mais uma faixa central.
O centro de Winnipeg é o coração financeiro da cidade, e cobre uma área de cerca de 2.5 km² de extensão, o que é considerada bem grande, para uma cidade deste tamanho. Winnipeg era anteriormente um dos estabelecimentos comerciais mais bem-sucedidos do mundo, um estabelecimento da Eaton's na Portage Avenue. Porém, após a compra da Eaton's por parte da Sears, em 2001, este estabelecimento foi demolido, e no lugar, foi construído uma arena, o MTS Centre, em novembro de 2004. Em torno do centro de Winnipeg estão diversos bairros residenciais. O desenvolvimento urbano espalha-se em todas as direções partindo do centro, mas é maior nas regiões sul e oeste, acompanhando o curso dos dois principais rios da cidade. A área urbanizada de Winnipeg possui 25 quilômetros de extensão leste-oeste e 20 quilômetros de extensão norte-sul, embora exista ainda muita terra disponível, pronta para ser ocupada e desenvolvida, dentro dos limites municipais. Winnipeg é conhecida por seus parques bem arborizados.

### Clima

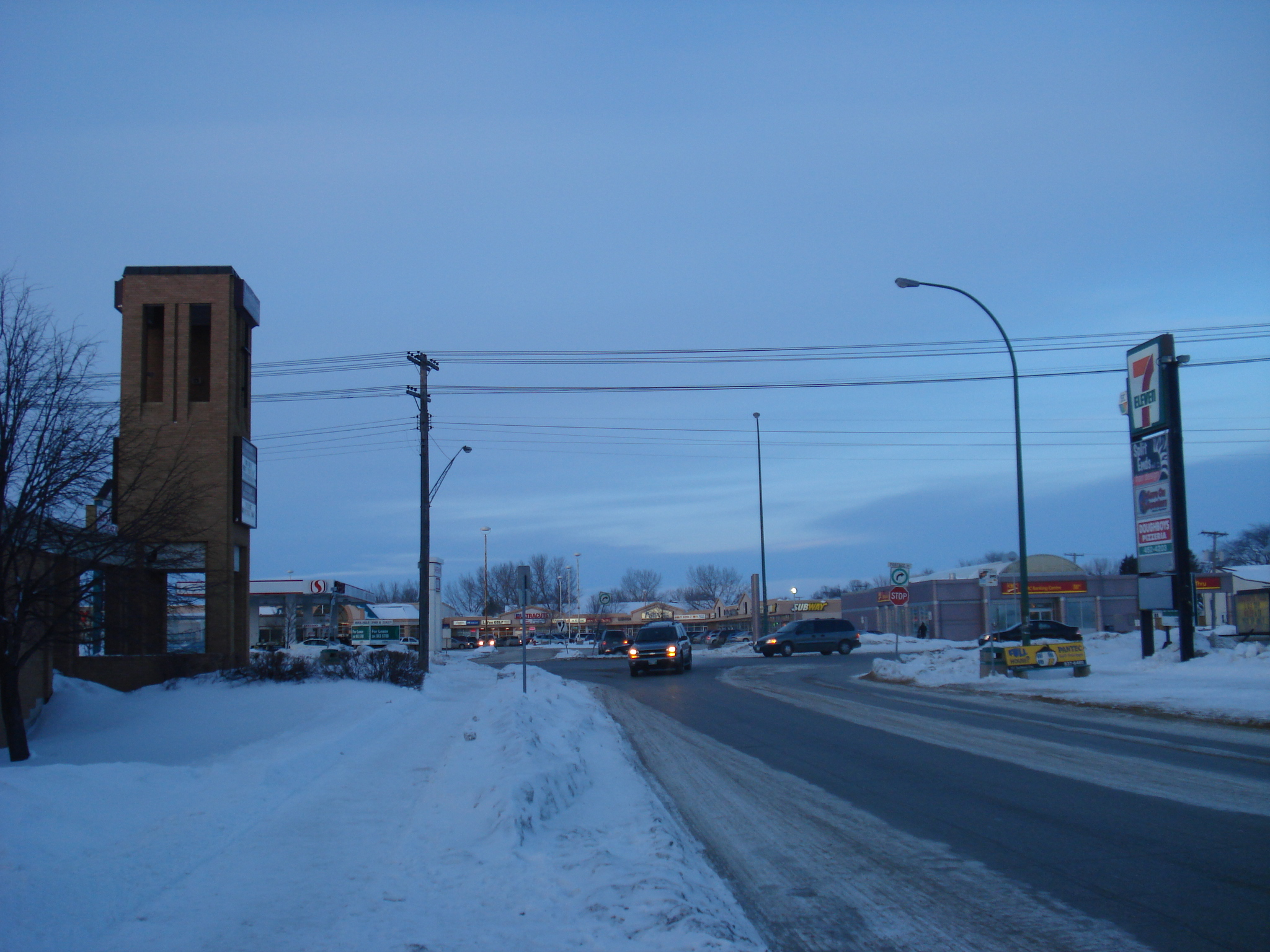
Winnipeg durante inverno - Janeiro de 2007

Winnipeg está localizada nas Grandes Planícies, uma região caracterizada por seu terreno em sua maior parte plano e pouco acidentado.
Sem obstáculos geográficos que possam barrar frentes frias vindas do Ártico, ou frentes quentes vindas do sul, Winnipeg caracteriza-se pelo seu clima altamente instável, cujas condições podem mudar repentinamente e drasticamente em questão de horas.
Outra característica da cidade são seus invernos comumente muito frios. O vale do Rio Red atua como um canal direcionador de ventos frios vindos do norte diretamente sobre a cidade. Como consequência, Winnipeg enfrenta temperaturas baixas e precipitação pesada de neve desde o fim de outubro, até abril, durando dezembro, janeiro e fevereiro. Seus invernos muito frios renderam-lhe o cognome de Winterpeg (winter, em português, significa "inverno"). Temperaturas no invernos geralmente atingem -35 °C sem contar com a sensação térmica proveniente dos fortes ventos, que diminui mais ainda a temperatura.
Verões são tipicamente quentes, com temperaturas acima de 25 °C, com muito Sol o ano inteiro. Outonos e primaveras tendem a ser, na cidade, períodos de curta duração, cada uma durando aproximadamente 6 semanas.
A média das máximas de cada mês são as seguintes: -13 °C em janeiro, -9 °C em fevereiro, -1 °C em março, 10 °C em abril, 19 °C em maio, 23 °C em junho, 26 °C em julho, 25 °C em agosto, 19 °C em setembro, 11 °C em outubro, 0 °C em novembro e -10 °C em dezembro. A cidade recebe em média cerca de 51 centímetros anuais de chuva e 115 centímetros anuais de neve. A cidade é geralmente coberta de neve entre meados de novembro até o fim de março, embora isto varie de acordo com o ano. Precipitação de neve pesada no fim de outubro e em abril não são incomuns. A probabilidade de um natal branco ocorrer na cidade é de quase 100% - durante todo o século XX, houve apenas um único natal sem nenhuma neve no chão.
| Dados climatológicos para Winnipeg (Aeroporto)                                                        | Dados climatológicos para Winnipeg (Aeroporto) | Dados climatológicos para Winnipeg (Aeroporto) | Dados climatológicos para Winnipeg (Aeroporto) | Dados climatológicos para Winnipeg (Aeroporto) | Dados climatológicos para Winnipeg (Aeroporto) | Dados climatológicos para Winnipeg (Aeroporto) | Dados climatológicos para Winnipeg (Aeroporto) | Dados climatológicos para Winnipeg (Aeroporto) | Dados climatológicos para Winnipeg (Aeroporto) | Dados climatológicos para Winnipeg (Aeroporto) | Dados climatológicos para Winnipeg (Aeroporto) | Dados climatológicos para Winnipeg (Aeroporto) | Dados climatológicos para Winnipeg (Aeroporto) |
| Mês                                                                                                   | Jan                                            | Fev                                            | Mar                                            | Abr                                            | Mai                                            | Jun                                            | Jul                                            | Ago                                            | Set                                            | Out                                            | Nov                                            | Dez                                            | Ano                                            |
| --- | ---------------------------------------------- | ---------------------------------------------- | ---------------------------------------------- | ---------------------------------------------- | ---------------------------------------------- | ---------------------------------------------- | ---------------------------------------------- | ---------------------------------------------- | ---------------------------------------------- | ---------------------------------------------- | ---------------------------------------------- | ---------------------------------------------- | ---------------------------------------------- |
| Temperatura máxima recorde (°C)                                                                       | 7,8                                            | 11,7                                           | 23,7                                           | 34,3                                           | 37,8                                           | 37,8                                           | 42,2                                           | 40,6                                           | 38,8                                           | 31,1                                           | 23,9                                           | 11,7                                           | 42,2                                           |
| Temperatura máxima média (°C)                                                                         | −11,3                                          | −8,1                                           | −0,8                                           | 10,9                                           | 18,6                                           | 23,2                                           | 25,9                                           | 25,4                                           | 19                                             | 10,5                                           | −0,5                                           | −8,5                                           | 8,7                                            |
| Temperatura média (°C)                                                                                | −16,4                                          | −13,2                                          | −5,8                                           | 4,4                                            | 11,6                                           | 17                                             | 19,7                                           | 18,8                                           | 12,7                                           | 5                                              | −4,9                                           | −13,2                                          | 3                                              |
| Temperatura mínima média (°C)                                                                         | −21,4                                          | −18,3                                          | −10,7                                          | −2                                             | 4,5                                            | 10,7                                           | 13,5                                           | 12,1                                           | 6,4                                            | −0,5                                           | −9,2                                           | −17,8                                          | −2,7                                           |
| Temperatura mínima recorde (°C)                                                                       | −44,4                                          | −45                                            | −38,9                                          | −27,8                                          | −11,7                                          | −6,1                                           | 1,1                                            | −1,1                                           | −8,3                                           | −20,6                                          | −36,7                                          | −47,8                                          | −47,8                                          |
| Precipitação (mm)                                                                                     | 19,9                                           | 13,8                                           | 24,5                                           | 30                                             | 56,7                                           | 90                                             | 79,5                                           | 77                                             | 45,8                                           | 37,5                                           | 25                                             | 21,5                                           | 521,1                                          |
| Chuva (mm)                                                                                            | 0,2                                            | 2,7                                            | 9,7                                            | 19,2                                           | 54,1                                           | 90                                             | 79,5                                           | 77                                             | 45,5                                           | 32,7                                           | 6,9                                            | 1,5                                            | 418,9                                          |
| Queda de neve média (cm)                                                                              | 23,7                                           | 12,5                                           | 16,5                                           | 10,6                                           | 2,6                                            | 0                                              | 0                                              | 0                                              | 0,3                                            | 4,8                                            | 19,9                                           | 23                                             | 113,7                                          |
| Dias com precipitação (≥ 0,2 mm)                                                                      | 12,2                                           | 8                                              | 9,2                                            | 7,2                                            | 11,5                                           | 13,3                                           | 11,4                                           | 10,7                                           | 10,4                                           | 9,4                                            | 10,3                                           | 11,8                                           | 125,3                                          |
| Dias com chuva (≥ 0,2 mm)                                                                             | 0,67                                           | 0,93                                           | 2,9                                            | 5,1                                            | 11,3                                           | 13,3                                           | 11,4                                           | 10,7                                           | 10,3                                           | 7,9                                            | 3                                              | 0,84                                           | 78,3                                           |
| Dias com neve (≥ 0,2 cm)                                                                              | 12,4                                           | 7,7                                            | 7,4                                            | 2,9                                            | 0,6                                            | 0                                              | 0                                              | 0                                              | 0,1                                            | 2,3                                            | 8,6                                            | 11,5                                           | 53,5                                           |
| Umidade relativa (%)                                                                                  | 72,7                                           | 71,7                                           | 68,5                                           | 49,1                                           | 46,7                                           | 54,5                                           | 55,6                                           | 52,4                                           | 54,8                                           | 60,1                                           | 72                                             | 75,1                                           | 61,1                                           |
| Insolação (h)                                                                                         | 114,7                                          | 133,9                                          | 181,9                                          | 241,4                                          | 285,2                                          | 276,3                                          | 308,3                                          | 281,4                                          | 189                                            | 147,4                                          | 93,9                                           | 99,5                                           | 2 352,9                                        |
| Fonte: Environment Canada (normal climatológica de 1981−2010; recordes de temperatura: 1872-presente) |                                                |                                                |                                                |                                                |                                                |                                                |                                                |                                                |                                                |                                                |                                                |                                                |                                                |

### Enchentes
Por causa de sua localização em um terreno muito plano, e de sua relativamente alta precipitação média anual de neve, Winnipeg é vulnerável a severas enchentes. As águas do Rio Red atingiram sua maior altura de inundação em 1826, durante a história registrada da cidade. Outra grande enchente ocorreu em tempos mais recentes, em 1950, que causou milhões de dólares em danos e prejuízos, e forçou a evacuação de milhares de pessoas. Esta enchente foi um dos motivos das quais Dufferin Roblin construiu o Red River Floodway, um canal de 49 quilômetros de comprimento, que desvia água do Rio Red e protege a cidade de Winnipeg contra enchentes em potencial. Outro projetos similares, mais distantes da cidade, incluem o Assiniboine River Floodway e a Represa Shellmouth. Este sistema de controle contra enchentes preveniu que a cidade fosse inundada em 1974 e em 1979, quando as águas do Rio Red atingiram elevações que quase superaram os níveis estabelecidos em 1826. Porém, em 1997, grandes enchentes ameaçaram a região sudoeste da cidade, relativamente pouco protegida. Os diques de controle foram reforçados, e sua altura foi aumentada, através do uso de sacos de areia, e a ameaça de enchente foi minimizada. Winnipeg, ao longo de sua história, sofreu poucos danos, em comparação a outras cidades sem estruturas de controle anti-inundações, como Grand Forks, Dakota do Norte, Estados Unidos.
O terreno plano da cidade e a baixa capacidade de drenação do solo do Vale do Rio Red resulta em rápida acumulação de água, que leva, em anos úmidos, a uma explosão populacional do número de insetos, especialmente mosquitos. Winnipeg ganhou uma reputação como a "capital do mosquito da América do Norte", que limita atividades ao ar livre durante os dias quentes e úmidos de verão. O medo da febre do Nilo ocidental tem agravado este problema. No verão de 2005, milhares de armadilhas antimosquitos (que usam insecticidas para matar tais mosquitos) foram colocadas em diferentes partes da cidade, o que causou efeitos colaterais na população da cidade. O uso de produtos químicos para combater o problema dos mosquitos é um assunto muito controverso na cidade, com diversos grupos acreditando que o uso destes químicos ameaça desnecessariamente a saúde dos habitantes da cidade.

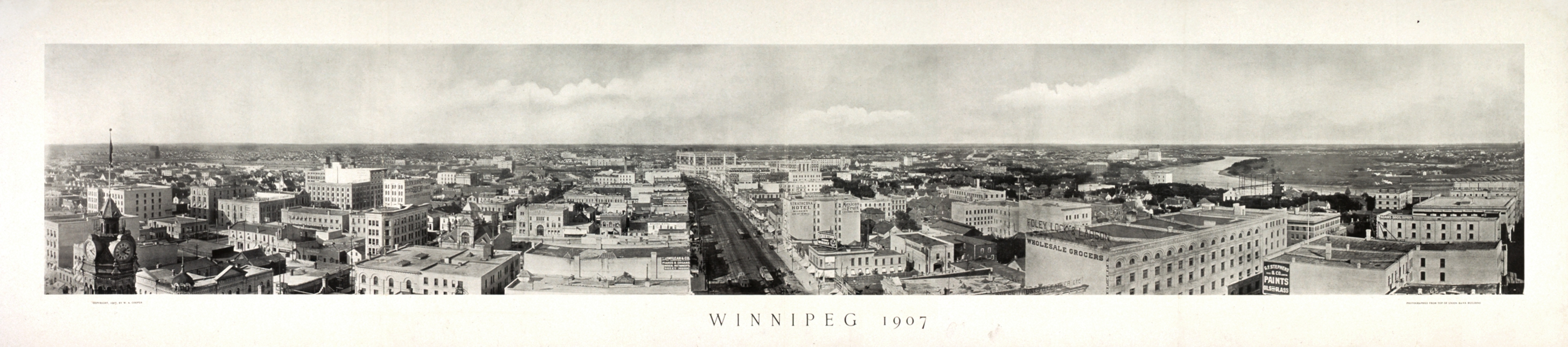
Panorama da cidade de Winnipeg, em 1907.

## Economia

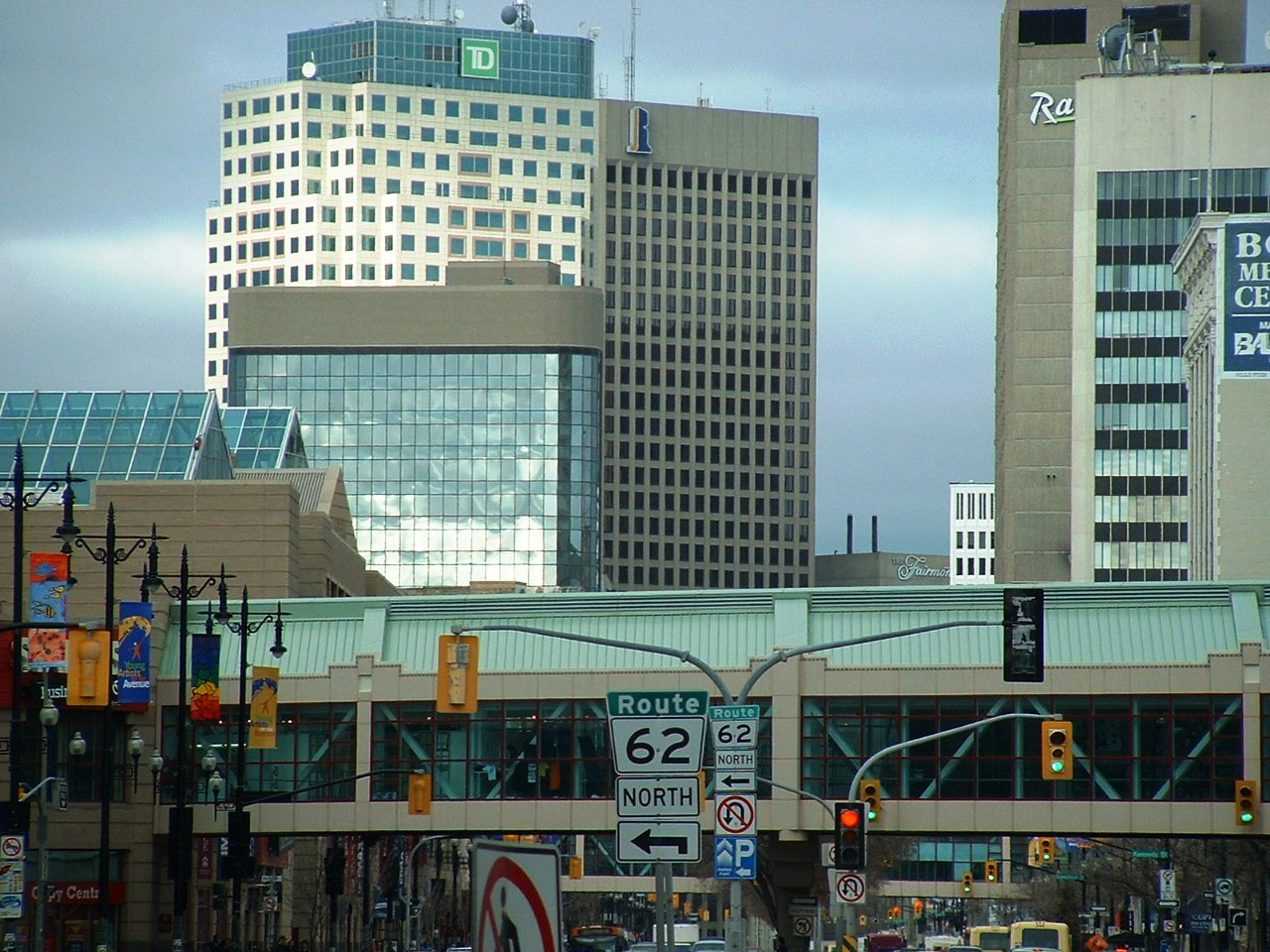
Vista da Portage Avenue, centro financeiro de Winnipeg.

O número de trabalhadores com emprego na região metropolitana de Winnipeg é de aproximadamente 375 mil pessoas. Os maiores empregadores da cidade são instituições governamentais, ou instituições que recebem verbas de instituições governamentais, em geral: o governo da província de Manitoba, a prefeitura de Winnipeg, a Universidade de Manitoba, o Health Sciences Centre, os Cassinos de Winnipeg, e o Manitoba Hydro. 54 mil pessoas, ou 14% da força de trabalho, trabalham para instituições governamentais (não se incluindo organizações que dependam de instituições governamentais).
Winnipeg abriga o 1 Canadian Air Division (1CAD), a sede do Comando Aéreo da Força Aérea do Canadá. Winnipeg abriga também o National Microbiology Laboratory, o principal centro de pesquisa canadense contra a pneumonia asiática, e um dos 15 laboratórios de nível 4 do mundo.

## Demografia
Segundo o censo canadense de 2006, a cidade de Winnipeg propriamente dita abriga 633 451 habitantes, o que representa 55,16% da população total de Manitoba. Sua região metropolitana, por sua vez, possui 694 668 habitantes, concentrando cerca de 60% da população da província. A população de Winnipeg, entre 1996 e 2001, cresceu em apenas 1 067 habitantes. O crescimento populacional de Winnipeg, desde 1971, tem sido de 0,5%, com a maior parte deste crescimento vindo da instalação de imigrantes asiáticos e africanos na cidade, e de migrantes nativos americanos vindos de reservas indígenas e comunidades nativas americanas de regiões rurais próximas.
Enquanto isto, Edmonton e Calgary, anteriormente cidades das Grandes Planícies de menor porte do que Winnipeg, mantiveram um crescimento populacional de 3% e 4,5% por ano respectivamente, durante o mesmo período, e, atualmente, cada uma possuindo mais de 1 milhão de habitantes em sua região metropolitana, possui uma população maior do que Winnipeg. Esta já foi a terceira maior cidade do Canadá, até a década de 1930 (atrás somente de Toronto e Montreal), mas, desde a década de 1970, à medida que a economia da cidade evoluíra, passando a depender menos da indústria agropecuária - até então a principal fonte de renda da cidade - o crescimento populacional da cidade estagnou-se, e a posição de Winnipeg entre as mais populosas cidades canadenses, em 2001, havia caído para oitavo lugar.
Entretanto entre 2001 e 2006, a população da cidade teve um crescimento mais significativo, de 13 907 habitantes, 2,2%, sendo agora a sétima cidade mais populosa do país.
Cerca de 19% da população de Winnipeg possui menos de 14 anos de idade, e 13,7% possuem mais de 65 anos de idade.

### Minorias étnicas
- Filipinos - 4,9%
- Sul-asiáticos - 2%
- Afro-americanos - 1,8%
- Chineses - 1,8%
- Sudeste-asiáticos - 0.8%
- Latino-americanos - 0,7%
- Japoneses - 0,3%
- Coreanos - 0,2%
- Oeste-asiáticos - 0,1%
- Outras grupos étnicos -  0,6%
- Outros: 86,6% (incluindo nativos americanos, caucasianos ou brancos).

### Religião
As afiliações religiosas da população de Winnipeg são:
- Protestantes: 35,1%
- Igreja Católica Romana: 32,6%
- Igreja Católica Ortodoxa: 1,7%
- Outras afiliações cristãs: 3,6%
- Judaísmo: 2,1%
- Outras religiões: 3,5%
- Sem religião: 21,4%

### Idiomas
Os idiomas mais falados na cidade são:
| - Inglês - 99,0% - Francês - 11,1% - Alemão - 4,1% - Tagalog - 3,8% - Ucraniano - 3,7% - Espanhol - 1,7% - Chinês - 1,7% - Polonês - 1,7% - Português - 1,3% - Italiano - 1,1% - Punjabi - 1% - Vietnamita - 0,6% - Ojibway - 0,6% - Hindi - 0,5% | - Russo - 0,5% - Cree - 0.5% - Neerlandês - 0,4% - Linguagens não-verbais - 0,3% - Árabe - 0,3% - Croata - 0,3% - Grego - 0,3% - Húngaro - 0,3% - Japonês - 0,2% - Creole - 0,1% - Dinamarquês - 0,1% - Gaélico - menos de 0,1% - Inuktitut - menos de 0,1% - Micmac - menos de 0,1% |

## Criminalidade
Embora seja considerada uma cidade segura para os padrões americanos e mundiais, Winnipeg tem uma alta taxa de criminalidade para os padrões canadenses, o que a levou a ganhar o apelido de "Detroit canadense". O crime é concentrado na região central, principalmente na região conhecida por North End.
A criminalidade apresentou considerável declínio durante os últimos 20 anos, mas os números ainda estão acima das outras grandes cidades canadenses. Em 2011, a revista Macleans classificou Winnipeg como a 9ª cidade mais violenta (em um ranking com 100 cidades canadenses mais populosas), e 59,7% acima da média do país. Entre os centros com mais de 500.000 habitantes, possui o maior índice. Neste mesmo ranking, foi classificada como a 2ª mais perigosa na categoria de crimes violentos. O ranking foi baseado em dados coletados junto ao serviço de polícia de cada cidade.
O histórico de criminalidade também fez com que a companhia de seguros de Manitoba, a Manitoba Public Insurance (MPI) instalasse imobilizadores de motor em automóveis com alto índice de roubo, capazes de impedir a partida do motor caso a chave original do veículo não seja reconhecida pelo sistema. O mecanismo apresentou problemas em alguns automóveis, incluindo não identificar a chave do proprietário, o que levou a muitas reclamações.
Apesar das críticas, o roubo de carros em Winnipeg caiu 83% de 2006 para 2011 e a cidade tem 11 000 crimes a menos por ano. De cerca de 9.000 veículos roubados em 2004, o índice caiu para cerca de 2.200 em 2009. O programa custou para o governo cerca de CD$ 50 milhões, mas foi pago com os benefícios sociais que trouxe; estima-se que os motoristas da cidade economizam CD$ 30 milhões por ano em prêmios de seguro.

## Transportes

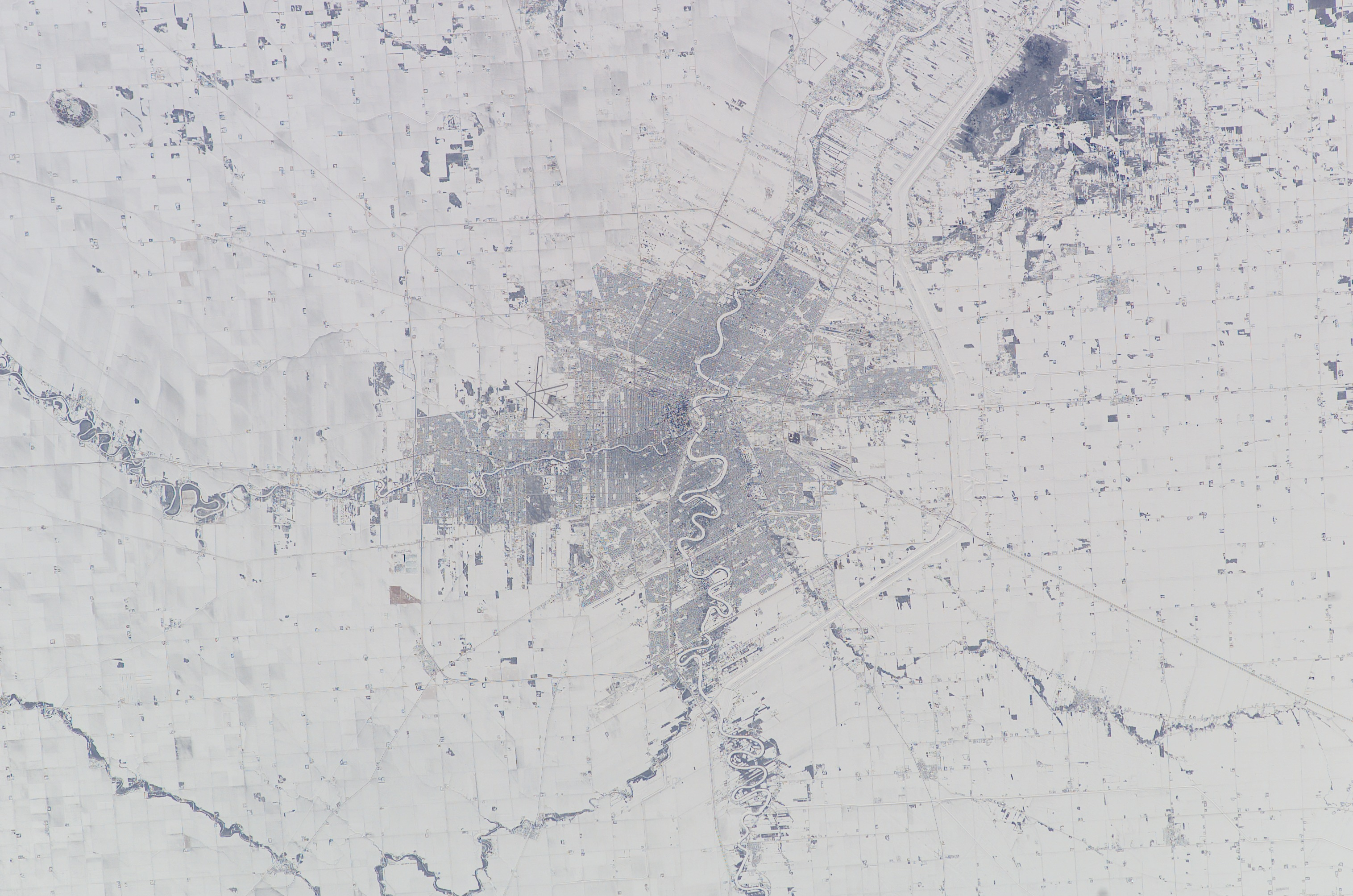
Vista de satélite de Winnipeg.

Winnipeg possui um sistema de transporte público desde a década de 1880, tendo iniciado-se com bondes movidos a cavalos, operando bondes elétricos entre 1891 e 1955, e ônibus elétricos a tração entre 1938 e 1970. Winnipeg Transit, o órgão que administra o sistema de transporte público da cidade, opera atualmente somente ônibus convencionais, a diesel. Durante décadas, a cidade tem cogitado a construção de algum meio de transporte rápido, em vias de acesso separadas de vias públicas, entre o centro da cidade e o campus suburbano da Universidade de Manitoba, seja através do uso de ônibus ou de light rail. Propostas mais recentes pedem pelo melhoramento de diversas rotas de ônibus já existentes, com vias de acesso exclusivo para ônibus, em regiões mais congestionadas da cidade. Em 2004, o prefeito da cidade Sam Katz efetivamente arquivou estes planos, e, atualmente, a opção de uma linha de light rail é vista como mais viável. Winnipeg abriga diversas fabricantes de ônibus construídos para fornecedoras de transporte público urbano, tais como a New Flyer Industries e a Motor Coach Industries. A New York Industries fornece ônibus de transporte público urbano para diversas grandes cidades dos Estados Unidos e do Canadá, incluindo Nova Iorque e Vancouver.
Winnipeg é uma das poucas cidades de seu porte do Canadá e dos Estados Unidos onde vias expressas não cortam a área urbanizada da cidade. A partir de 1958, o conselho municipal de Winnipeg, cuja maioria dos membros era de representantes de áreas distantes do centro da cidade, passou a propor a construção de um sistema de vias expressas, incluindo um que cortaria o centro da cidade. O plano culminou no monumental Estudo de Transporte da Área de Winnipeg de 1968. O extensivo sistema de vias expressas encontrou grande oposição de residentes em geral, e foi visto como ambiciosa demais.
Atualmente, a Perimeter Highway circunavega a cidade. Esta via pública de alta velocidade - a maior parte sendo uma rodovia com interseções, embora com um pequeno trajeto servindo como via expressa -  circunavega a cidade, permitindo a viajantes do Trans-Canada Highway evitar as vias públicas movimentadas da cidade, e a viajar em direção a leste ou oeste sem precisar passar pela cidade.
Winnipeg é atualmente servida pelo Aeroporto Internacional de Winnipeg. É o único aeroporto internacional entre Toronto e Calgary capaz de manejar grandes aviões de carga, e um dos poucos aeroportos canadenses que operaram 24 horas por dia. Em 2004, o aeroporto movimentou cerca de 3 milhões de passageiros. Planeja-se a inauguração de um novo terminal de passageiros em 2008, que substituirá o atual terminal, que foi construído no início da década de 1960.

## Educação
No Canadá, o fornecimento de serviços de educação pública é uma responsabilidade do governo provincial.
Em Winnipeg, existem 6 distritos escolares: Winnipeg, St James-Assiniboia, Pembina Trails, Seven Oaks, River East Transcona e Louis Riel. No total, a cidade possui cerca de 255 escolas públicas. A cidade também possui cerca de 40 escolas católicas e privadas. A maior parte do orçamento dos distritos escolares de Winnipeg é obtida através de impostos criados por tais distritos à população da região. O governo do Manitoba fornece o restante dos fundos necessários.
A prefeitura administra um sistema de bibliotecas públicas, que é composta de 21 bibliotecas diferentes.
Winnipeg possui 5 universidades: Universidade de Manitoba, Universidade de Winnipeg, Colégio Universitário de Saint-Boniface, Universidade Mennonita do Canadá e Red River College. A Universidade de Manitoba é a maior da província de Manitoba, e foi fundada em 1877, sendo a primeira universidade do oeste canadense. A Universidade de Winnipeg recebeu sua oficialização em 1967, entretanto ela já existia há mais de 130 anos antes.

## Cultura
Winnipeg é bem conhecida por suas artes e cultura. Winnipeg possui diversas instituições de arte internacionalmente renomadas. As instituições culturais mais populares da cidade são: o Balé Real de Winnipeg, a Galeria de Arte de Winnipeg, o Manitoba Theatre Centre, o Prairie Theatre Exchange e a Orquestra Sinfônica de Winnipeg. A cidade sedia anualmente diversos grandes festivais. O Winnipeg Fringe Theatre Festival é o segundo maior festival do teatro fringe da América do Norte, realizado todo julho. Outros festivais incluem o Festival de Voyageur, o Folklorama, o Festival de Jazz de Winnipeg, o Festival de Folk de Winnipeg, o Festival de Música de Winnipeg, a Exposição de Red River e o Festival Internacional Infantil de Winnipeg. Outra contribuição musical de Winnipeg para o mundo é a banda de rock Bachman Turner Overdrive.
Winnipeg é considerado um dos principais centros culturais do Canadá. Os mundialmente famosos Balé Real de Winnipeg, a Orquestra Sinfônica de Winnipeg e a Associação de Ópera de Manitoba, todas operam no Centennial Concert Hall. A última é parte do Centro Centenial de Manitoba, que também inclui o Manitoba Theatre Centre, o "Museu do Homem e da Natureza", e um planetário. A Galeria de Arte de Winnipeg atrai anualmente muitos turistas. A cidade abriga também o Mennonite Heritage Centre e o Museu Ucraniano do Canadá. A arte de Winnipeg está mundo bem representada perante ao mundo também pelo fato de ser a cidade-natal da atriz Anna Paquin, que ficou conhecida por ter vivido a Vampira da trilogia cinematografica de X-Men e atualmente está no seriado True Blood.
A cidade possui dois jornais diários, o Winnipeg Free Press e o Winnipeg Sun. Cerca de 5 estações de televisão e 10 estações de rádio servem a cidade, incluindo uma estação de rádio e televisão com sua programação em francês. Winnipeg possui cerca de 900 parques e praças.
O Exchange District Historical é o centro histórico de Winnipeg. Foi anteriormente o centro comercial da cidade. Quando as primeiras ferrovias se instalaram na região, em torno da década de 1870, diversos estabelecimentos comerciais e depósitos foram construídos nesta área. Muitas destas construções estão ainda em pé em tempos atuais. Em 27 de setembro de 1997, o governo do Canadá declarou esta área um patrimônio histórico.

## Esportes

### Hóquei no gelo

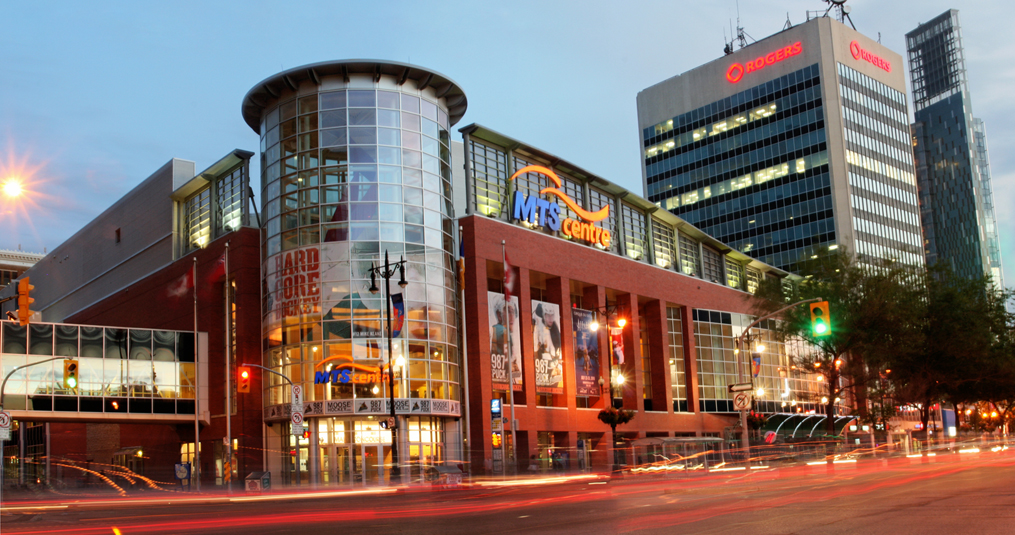
Bell MTS Place, casa do Winnipeg Jets.

Em 1972, o Winnipeg Jets foi uma das equipes originais da Associação Mundial de Hóquei e ganhou três títulos na liga Avco World Trophy em oito anos. Os Jets entraram na National Hockey League (Liga Nacional de Hoquéi) em 1979 e jogaram em Winnipeg até 1996 quando foram vendidos para um grupo de Phoenix, Arizona e se mudaram para lá passando a ser a equipe Phoenix Coyotes.
Desde 1996, a cidade vinha sendo a "casa" da equipe Manitoba Moose, membro da American Hockey League (Liga Americana de Hóquei).
Em 2011, o time do Atlanta Thrashers foi comprado por um grupo canadense, o que trouxe de volta o Winnipeg Jets que atualmente participam da NHL e tem seus jogos realizados no MTS Centre.

### Futebol americano

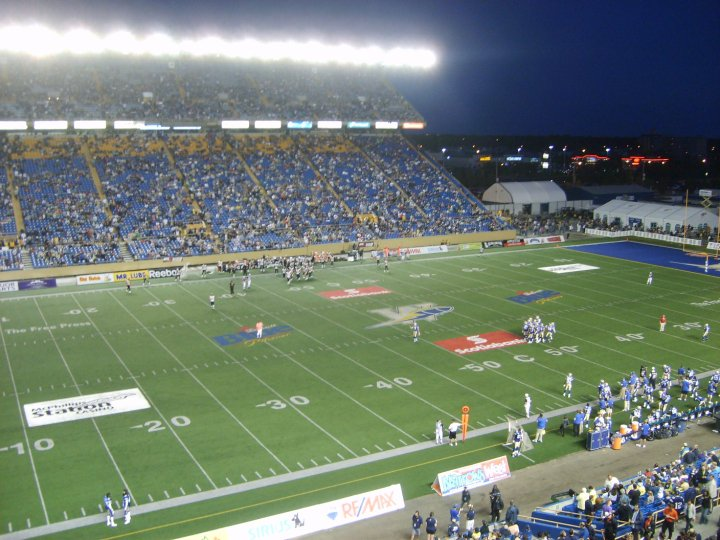
Canad Inns Stadium, casa do Winnipeg Blue Bombers.

A cidade possui uma equipe na Canadian Football League (Liga Canadense de Futebol americano), o Winnipeg Blue Bombers que já ganhou 10 Grey Cups. Tem seus jogos realizados no Canad Inns Stadium.

### Beisebol
A liga de baseball (Minor-league baseball) tem uma longa história na cidade. De 1902 a 1942, havia uma equipe chamada Winnipeg Maroons, original da liga do norte. De 1953 a 1964, o Winnipeg Goldeyes, afiliado ao St. Louis Cardinals na Classe C da liga do norte. De 1970 a 1971, o Winnipeg Whips, afiliado da AAA de Montreal Expos.
Em 1994, o Rochester Aces, uma equipe independente da liga norte se mudou para Winnipeg, sendo renomeada para Goldeyes. Inicialmente, o time jogava no Winnipeg Statium. Em 1999, o time se mudou para o centro CanWest Global Park, estádio somente de baseball. A equipe pertence ao prefeito Sam Katz.

### Corrida de cavalo
A primeira corrida de cavalo na cidade aconteceu em 1922. Whittier Park e Polo Park eram usados como hipódromos no passado. Atualmente, as corridas acontecem no Assiniboia Downs, que é uma organização que não visa lucro operada pelo Manitoba Jockey Club.

### Jogos Pan-americanos
A cidade, por duas vezes, foi sede dos Jogos Pan-americanos. Pela primeira vez em 1967. Na segunda vez, em 1999, os jogos foram considerados os mais bem organizados de todos os tempos. Foi montada uma estrutura para receber os cerca de 5200 atletas participantes.

## Referencias
1. ↑  Municipal Manual. [S.l.]: City of Winnipeg. 2007. p. 16
2. ↑  Goodhand, Margo (10 de outubro de 2012). «Winnipeg Now was 100 years in the making». Winnipeg Free Press
3. ↑  Williams, Rob (31 de dezembro de 2011). «Live ... in the Peg!». Winnipeg Free Press
4. ↑  Kives, Bartley (2 de dezembro de 2012). «Proud to be Winterpeg». Winnipeg Free Press
5. ↑  «Census Profile, 2016 Census Winnipeg Census metropolitan area». Statistics Canada. Consultado em 8 de fevereiro de 2017
6. ↑  «Census Profile, 2016 Census Winnipeg, City». Statistics Canada. Consultado em 8 de fevereiro de 2017
7. ↑  «Population and dwelling counts, for Manitoba and census subdivisions». Statistics Canada. Consultado em 6 de abril de 2012
8. ↑  «Metropolitan areas of Manitoba». Statistics Canada. Consultado em 8 de fevereiro de 2011
9. 1 2  «Population counts, for census metropolitan areas, census agglomerations, population centres and rural areas, 2011 Census». Statistics Canada. 11 de abril de 2012. Consultado em 10 de agosto de 2012
10. ↑  «Winnipeg, Manitoba Temperature Averages». Weatherbase. Consultado em 27 de janeiro de 2015
11. 1 2  «Canadian Climate Normals 1981–2010 Station Data for Winnipeg». Environment Canada. Consultado em 27 de abril de 2016
12. ↑  «Daily Data Report for February 2007». Environment Canada. Consultado em 30 de setembro de 2012. Arquivado do original em 3 de fevereiro de 2014
13. ↑  Liz Osborn. «Sunniest Cities in Canada» (em inglês). Current Results Nexus. Consultado em 5 de Abril de 2012
14. ↑  «Canadian Climate Normals 1981–2010». Environment Canada. Consultado em 11 de fevereiro de 2015
15. ↑  Money Sense (20 de Março de 2012). «Canada's Best Places to Live 2012» (em inglês). Consultado em 5 de Abril de 2012
16. ↑  «Census Profile, 2016 Census Winnipeg Census metropolitan area». Statistics Canada. Consultado em 8 de fevereiro de 2017
17. ↑  «Census Profile, 2016 Census Winnipeg, City». Statistics Canada. Consultado em 8 de fevereiro de 2017
18. ↑  «Population and dwelling counts, for Manitoba and census subdivisions». Statistics Canada. Consultado em 6 de abril de 2012
19. ↑  «Metropolitan areas of Manitoba». Statistics Canada. Consultado em 8 de fevereiro de 2011
20. ↑  The Forks National Historic Site of Canada. «Parks Canada». Consultado em 5 de janeiro de 2007
21. ↑  
«Winnipeg Richardson INT'L A, Manitoba». Canadian Climate Normals 1981–2010. Environment Canada. Consultado em 7 de maio de 2014
22. ↑  
«Winnipeg Richardson INT'L A». Canadian Climate Normals 1981−2010. Environment Canada. Consultado em 12 de setembro de 2013
23. ↑  «Winnipeg St Johns College». Canadian Historical Climate Data. Environment Canada. Consultado em 8 de fevereiro de 2015. Arquivado do original em 18 de fevereiro de 2015
24. ↑  «Winnipeg Richardson AWOS». Canadian Historical Climate Data. Environment Canada. Consultado em 8 de fevereiro de 2015. Arquivado do original em 18 de fevereiro de 2015
25. ↑  «Winnipeg A CS». Canadian Historical Climate Data. Environment Canada. Consultado em 8 de fevereiro de 2015. Arquivado do original em 18 de fevereiro de 2015
26. ↑  «Winnipeg Intl A». Canadian Historical Climate Data. Environment Canada. Consultado em 8 de fevereiro de 2015. Arquivado do original em 18 de fevereiro de 2015
27. ↑  Steve Lafleur (20 de Fevereiro de 2012). «Don't Panic Over Crime Statistics» (em inglês). The Prince Arthur Herald. Consultado em 5 de Abril de 2012. Arquivado do original em 24 de abril de 2012
28. ↑  Chinta Puxley (25 de Setembro de 2009). «Spate of crimes has some calling Winnipeg 'mini-Detroit'». The Star. Consultado em 5 de Abril de 2012
29. ↑  Amber Hildebrandt (4 de Outubro de 2011). «Winnipeg: Is the bad rap deserved?». CBC News. Consultado em 5 de Abril de 2012
30. ↑  Macleans (2011). «Canada's most dangerous cities». Consultado em 5 de Abril de 2012. Arquivado do original em 2 de abril de 2012
31. ↑  Paul Turenne (Maio de 2008). «MPI extends immobilizer program». Sun Media. Consultado em 5 de Abril de 2012. Arquivado do original em 28 de novembro de 2009
32. ↑  tom.brodbeck (6 de Dezembro de 2011). «MPI and the immobilizer saga». Winnipeg Sun. Consultado em 5 de Abril de 2012. Arquivado do original em 6 de abril de 2012
33. ↑  Chris Kitching (20 de Julho de 2010). «The good news? We're no longer the auto theft capital». Winnipeg Sun. Consultado em 5 de Abril de 2012
34. ↑  Rick Linden (19 de Dezembro de 2011). «How Winnipeg slashed its auto theft rate and what the rest of Canada can learn». iPolitics. Consultado em 5 de Abril de 2012